# Robert Therry
Ne doit pas être confondu avec Robert Thierry ou Thierry Robert.
Robert Therry est un homme politique français. À la suite de l'élection de Daniel Fasquelle comme maire du Touquet-Paris-Plage, il est député de la 4e circonscription du Pas-de-Calais entre 2020 et 2022.

## Biographie
Robert Therry est apiculteur depuis la fin des années 1980, il possède entre 150 et 200 ruches et travaille avec son fils ; son père élevait également des abeilles. Il est le président du Musée vivant de l'abeille d'Opale. Il a aussi travaillé comme banquier.
Il est conseiller municipal de Bouin-Plumoison de 1977 à 1983, puis maire de 1983 à 2001.
Lors des élections cantonales de 2008, il est élu dans le canton de Hesdin.
Il est le suppléant de Daniel Fasquelle depuis 2012. Robert Therry n’était encarté à aucun parti même s’il reconnaissait être de droite.
Lors des élections départementales de 2015, il est élu dans le canton d'Auxi-le-Château,.
À la suite de l'élection de Daniel Fasquelle comme maire du Touquet-Paris-Plage,, il devient en 2020 député de la 4e circonscription du Pas-de-Calais,,.
Il rejoint le groupe LR.
Il est marié et père de trois enfants.

### Distinctions civil
- étoile européenne du dévouement civil et militaire[13]